# Nervier
Nervier var enligt Tacitus en av de germanstammar som gått över Rhen före Kristi födelse. De bosatte sig i nuvarande Belgien vid floden Marne, och uppgick snart i den keltiska (galliska) bofasta befolkningen.
Enligt Caesar II:15 fick han om nervierna höra att:
"Det fanns ingen möjlighet för handelsmän att komma in i deras land. De tillät inte någon som helst införsel av vin eller andra liknande lyxvaror, då de ansåg, att allt sådant hade en demoraliserande inverkan på deras krigiska sinnelag" Källa: Andersson, K. & Herschend, F. 1999